# Borlunda landskommun
Borlunda landskommun var en tidigare kommun i dåvarande Malmöhus län.

## Administrativ historik
Kommunen bildades i Borlunda socken i Frosta härad i Skåne när 1862 års kommunalförordningar trädde i kraft.
Vid kommunreformen 1952 uppgick kommunen i Skarhults landskommun som uppgick 1971 i Eslövs kommun.